# Lago de Zug
O lago de Zug (em alemão: Zugersee) é um lago da Suíça, situado nos arredores dos Alpes suíços, ao norte do lago Lucerna.

## Geografia

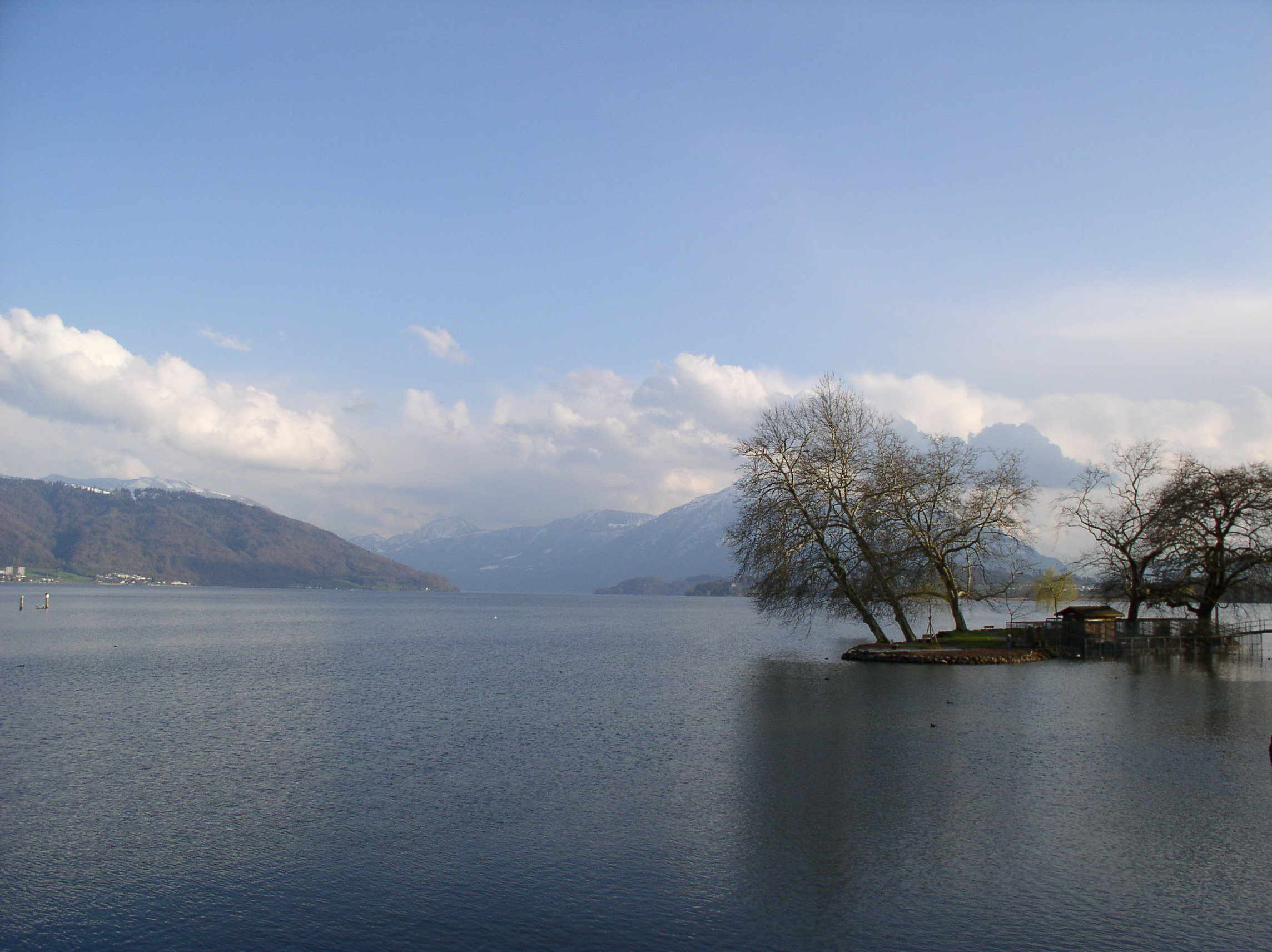
Lago de Zug.

É um dos lagos menores do país, e já foi ligado anteriormente ao lago Lucerna, através do lago Lauerz e da planície de Brunnen. Atualmente é formado pelo rio Aa, que desce dos Rigi e desemboca na extremidade sul do lago. O rio Lorze deságua no lago em sua extremidade norte, porém a pouco mais adiante se separa do lago para seguir seu próprio curso rumo ao rio Reuss.
A maior parte do lago está no cantão de Zug, porém a parte sul tem cerca de dez quilômetros quadrados está localizada no cantão de Schwyz, enquanto o cantão de Lucerna fica com cerca de dois quilômetros quadrados ao norte de Immensee. Rumo à extremidade sudoeste do lago, o Rigi se inclina de maneira abrupta sobre a água, enquanto parte da margem oriental forma uma faixa estreita ao pé do Rossberg, com 1.583 metros de altura, e do Zugerberg.
Na sua parte norte as margens são planas, enquanto na margem ocidental o promontório florestado de Buonas, com seus castelos, se projeta de maneira pitoresca para dentro das águas. O principal lugar no lago é a cidade de Zug.

### Cidades e localidades no Lago
- Zug
- Oberwil
- Walchwil
- Arth
- Immensee
- Buonas
- Risch
- Cham

## Características ambientais
Diversos peixes, incluindo lúcios e carpas de tamanhos consideráveis, são encontrados no lago, que é especialmente famoso por um tipo de truta endêmica (Salmo salvelinus, chamada localmente de Rolheli).
Devido ao impacto da agricultura na região, como pesticidas, nutratos, fosfatos, além da erosão - responsável pelo aumento da turbidez dos rios - o lago de Zug vem sendo vítima de um processo de eutrofização e poluição, que fazem com que seja considerado um dos lagos menos limpos da Suíça.
Apesar disso, algumas medidas foram adotadas para reduzir a contaminação, no início da década de 1980, e a taxa de fosfatos no lago foi reduzida pela metade em 30 anos (220 µg/L, em 1977, a 110 µg/L, em 2001).

## História recente

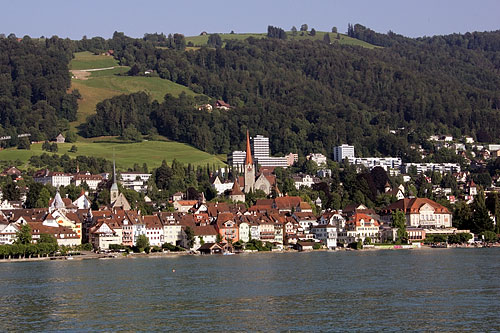
Cidade de Zug, vista desde o lago.

O primeiro barco a vapor do lago começou a funcionar em 1852.
Um deslizamento de terras ocorrido no dia 5 de julho de 1887 precipitou parte das regiões ribeirinhas e das moradias ali localizadas para o fundo do lago. Esta catástrofe produziu cerca de quinze vítimas, e destruiu dezenas de casas.
Em 1911 foi construída uma ferrovia ao longo da costa leste, que chegava a Walchwil e Arth, no extremo sul. A ferrovia foi ligada, por um   bonde a vapor com a estação de Arth-Goldau. Esta linha vai para Arth ao longo da margem ocidental, até Immensee, e daí vai até Lucerna, no sudoeste, enquanto que outra ferrovia sai de Immensee e vai até Cham, a cinco quilômetros a oeste de Zug.